# スピリット・レーシング
スピリット・レーシング（Spirit Racing）は、かつてF1に参戦していた、イギリスのレーシング・コンストラクターである。1983年から1985年にかけてF1世界選手権に参戦した。

## 歴史
1981年の終わりにゴードン・コパックとジョン・ウィッカムによって設立されたスピリットは、ホンダと密接な関係にあった。元々この二人はマーチのF2ワークス・チームに在籍していたが、1981年のシーズンオフに当時ホンダの四輪モータースポーツ全般を統括していた川本信彦が二人をスカウトし、ホンダの出資によりスピリットを設立。翌1982年よりオリジナルシャシーによるF2への参戦を開始した。ベースファクトリーは、1981年から2輪のロードレース世界選手権に参戦するホンダ・ワークスチームが使っていたバークシャー州スラウのワークショップを譲り受けて使用した。

### F2

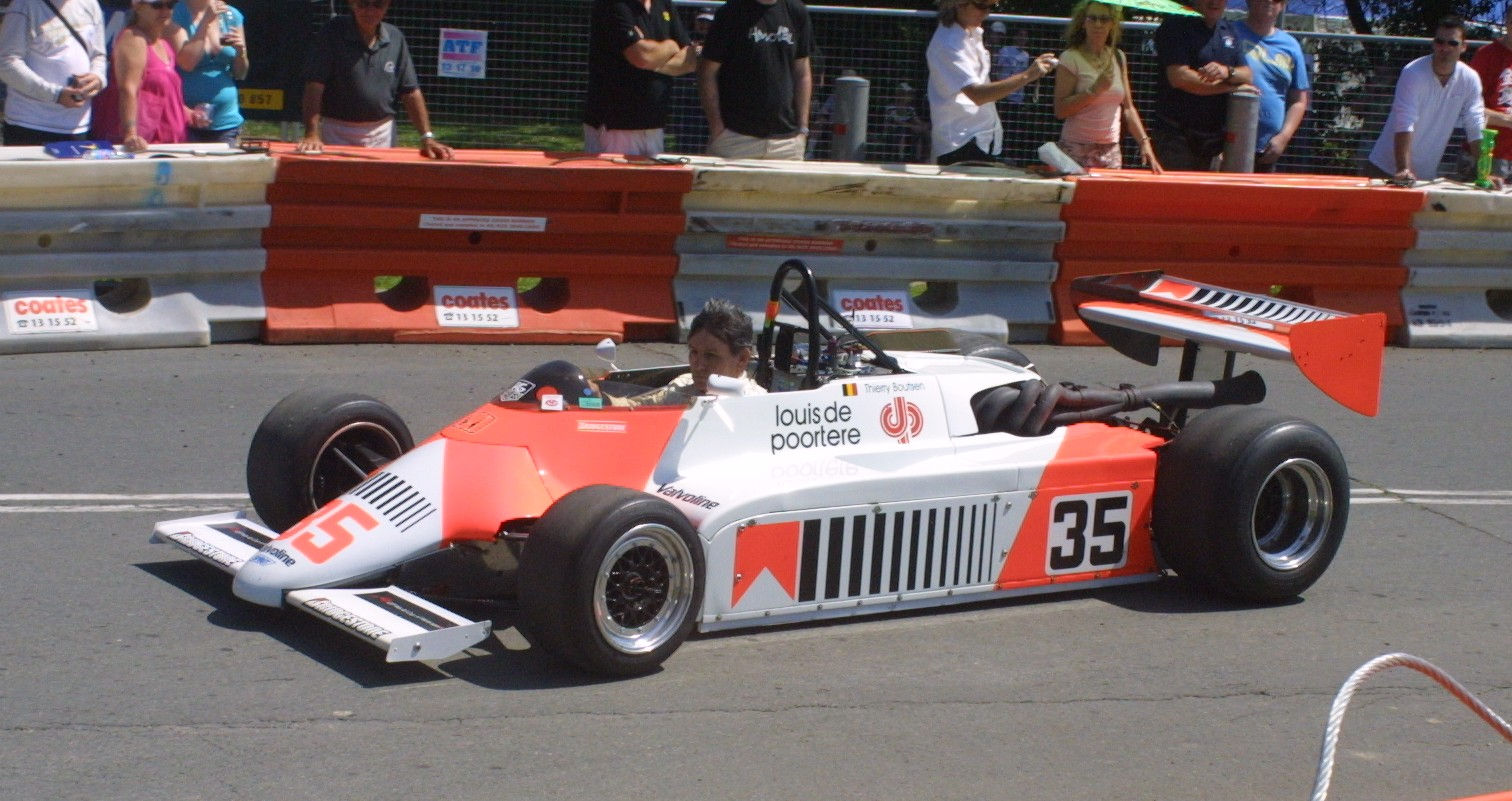
Spirit 201(F2、ティエリー・ブーツェン)

1982年、日本製のホンダV6エンジンを搭載したスピリットのマシンはヨーロッパF2選手権にフルエントリー。マールボロをメインスポンサーとしてティエリー・ブーツェンとステファン・ヨハンソンの2カー体制で参戦した。このプロジェクトにブーツェンを起用したのは、第一期ホンダF1活動の監督である中村良夫が前年のF2で見たブーツェンの走りと人間性に良い印象を持ったため、ウィッカムに推薦して実現したものだった。ブーツェンが3勝を挙げランキング3位、ヨハンソンは未勝利だったがシーズン最多の5度のポールポジションを獲得する速さを見せた。また、同年全日本F2選手権にも参戦し、鈴鹿グレート20レーサーズでヨハンソンが2位、ブーツェンが4位、またJAF鈴鹿グランプリでヨハンソンが3位のリザルトを残した。
シーズンオフになるとF2用エンジンはホンダに引き上げられた。F2で使用されたスピリット・201シャシーのうちF1仕様に転用されなかったものはオーストリアのEMCO Sports Teamへと売却され、EMCOチームはBMW M12/7エンジンをその201シャシーに搭載して1983年のヨーロッパF2選手権に参戦。ヨー・ガルトナーが1勝を挙げ、1984年シーズン途中までヨーロッパF2で使用した。201は日本のTeam Ikuzawaにも1台渡り、ホンダと生沢徹との強いパイプによりホンダエンジン搭載のまま黒とゴールドのJPSカラーとなって翌1983年の全日本F2選手権でジェフ・リースが第5戦まで使用し2勝を挙げた。
スピリット・201のNo.4シャシーにホンダV6ターボエンジンの初期型を積んだF1仕様のテストマシンは、1982年11月24日にシルバーストン・サーキットでブーツェンによってシェイクダウン・テストが行われた。

### F1
1983年4月にブランズ・ハッチで開催されたノンチャンピオンシップ戦1983レース・オブ・チャンピオンズにスピリット・ホンダF1が実戦に初参戦した。マシンは前年より各地でテスト走行を重ねたF2用のスピリット201/4シャシーにF1用ホンダV6ターボエンジンという組み合わせそのままだったが、リアウイングには大型のダブル・ウィングが装着された。7月の第9戦イギリスGPでF1世界選手権に参戦開始。ドライバーはステファン・ヨハンソンの1カーエントリーとなった。ここでは4月のノンチャンピオンシップ戦参加後に、対策と軽量化が施された改良型「201C」も持ち込まれ、4月まで使った201はスペアカー登録された。201と201Cの違いについてジョン・ウィッカムは「シャシーそのものは同じで、重量が軽くなっている事だけが違いです」と述べているが、他チームのマシンよりおよそ40kg重いというスピリットF1の欠点により多発したアンダーステア改善のためホイールベースが変更された。

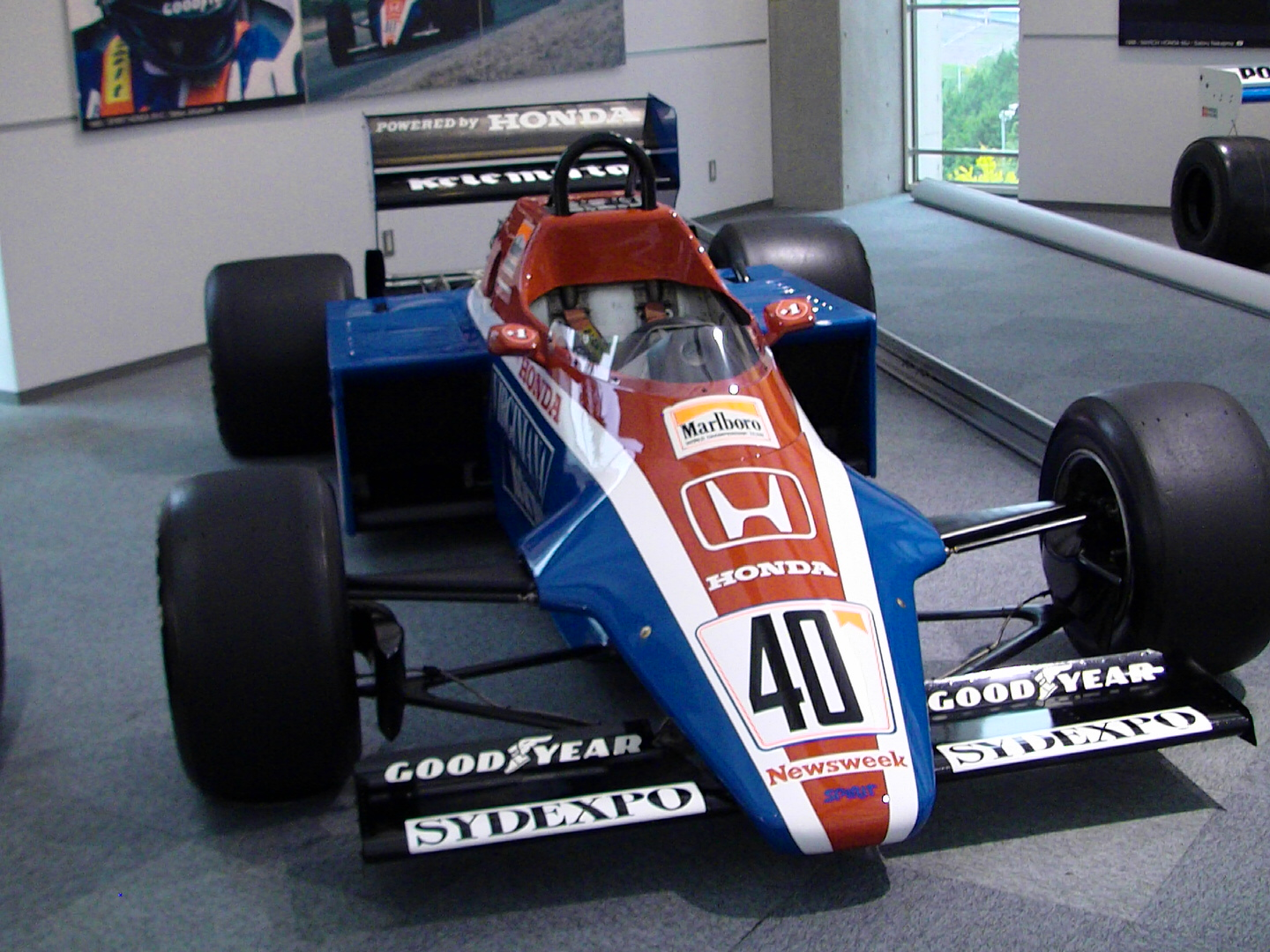
Spirit201C（Honda Collection Hall展示）

ホンダはスピリットとのF1参戦はあくまでも「実戦テスト」だと考えており、勝利のために他の有力チームと組む必要性を前年11月からテスト走行を重ねる中で痛感していた。そのため、ワークスターボエンジンを持っていなかった前年のチャンピオンチームウィリアムズF1と交渉をしており、6月にはホンダとウィリアムズが契約締結に至っていた。
その状況下、第12戦オランダGPではヨハンソンが7位で完走、これは結果的にスピリットF1のベストリザルトとなった。第13戦イタリアGPでは新車101もパドックに持ち込まれ（出走はせず）、第14戦ヨーロッパGPではホンダエンジンを搭載した101をヨハンソンがフリー走行で走らせたが、予選と決勝レースは201での出走となり、この決勝レースがスピリットとホンダの最後の共闘となった。続く最終戦の南アフリカグランプリからはホンダがスピリットに替わってウィリアムズへのエンジン供給を開始したため、エンジンを失ったスピリットは同GPに参戦できなかった。
ウィッカムの希望はホンダがウィリアムズと契約した後も、ホンダの2番目のチームとして1984年以降もスピリット・ホンダがF1参戦することだったが、フランク・ウィリアムズが契約条件として独占供給での契約を譲らなかった。これについて後年ウィッカムは「ミスター・カワモトは計画当初から1984年には1勝挙げたいと言っていたし、1985年にはチャンピオンを取りたいんだとも言っていた。我々にはそれを遅らせたり、ストップさせることなどできなかった。ホンダはF2での協力なら続けてあげられるよと言ってくれたが、我々もF1参戦の継続を望んだ…。ホンダの行動はつねに率直だったよ。いま振り返るとあの最初の時期のホンダと一緒に戦えたことは誇りに思っている。」と述べている。
1984年、スピリットへのホンダエンジンの供給は打ち切りになったため、性能の劣るハートL4ターボエンジンに切り替えての参戦となった。このハート・ターボエンジンをスピリットは4基所持したが、これを購入したのはホンダで、スピリットからエンジンを引き上げる代わりに置いて行った”手切れ金”のようなものだったと英国オートスポーツ誌に記事が掲載された。
1984シーズン開幕前にはそれでもF1シートを希望しスポンサーを持つ若手ドライバーからの逆オファーが何件もあり、かつてのチャンピオン経験者であるエマーソン・フィッティパルディも候補者であった。そのほかにもF2チャンピオンのジョナサン・パーマーや、多額のスポンサー資金を持つイタリア人フルビオ・バラビオなどがおり特にバラビオはミサノ、ムジェロ、モンツァで実際にスピリット・ハートをテストドライブさせたが、バラビオはイタリアF2000選手権での少ない実績しか持たなかったためFIAからスーパーライセンスが発給されなかった。このためジョン・ウィッカムはF1経験者であるイタリア人マウロ・バルディと契約を結ぶことになった。

しかし開幕してみるとバルディのドライブによるスピリット・101 ハートは常に最後尾を走る存在であり、それはドライバーを新たに資金をもちこんだヒューブ・ロテンガッターに変更してからも同じで、ロテンガッターのスポンサーフィーが尽きた終盤の2レースはバルディが再び戻ってきた。そして、この年の最高位は8位だった（南アフリカグランプリでバルディ、イタリアグランプリでロテンガッターの計2回）。

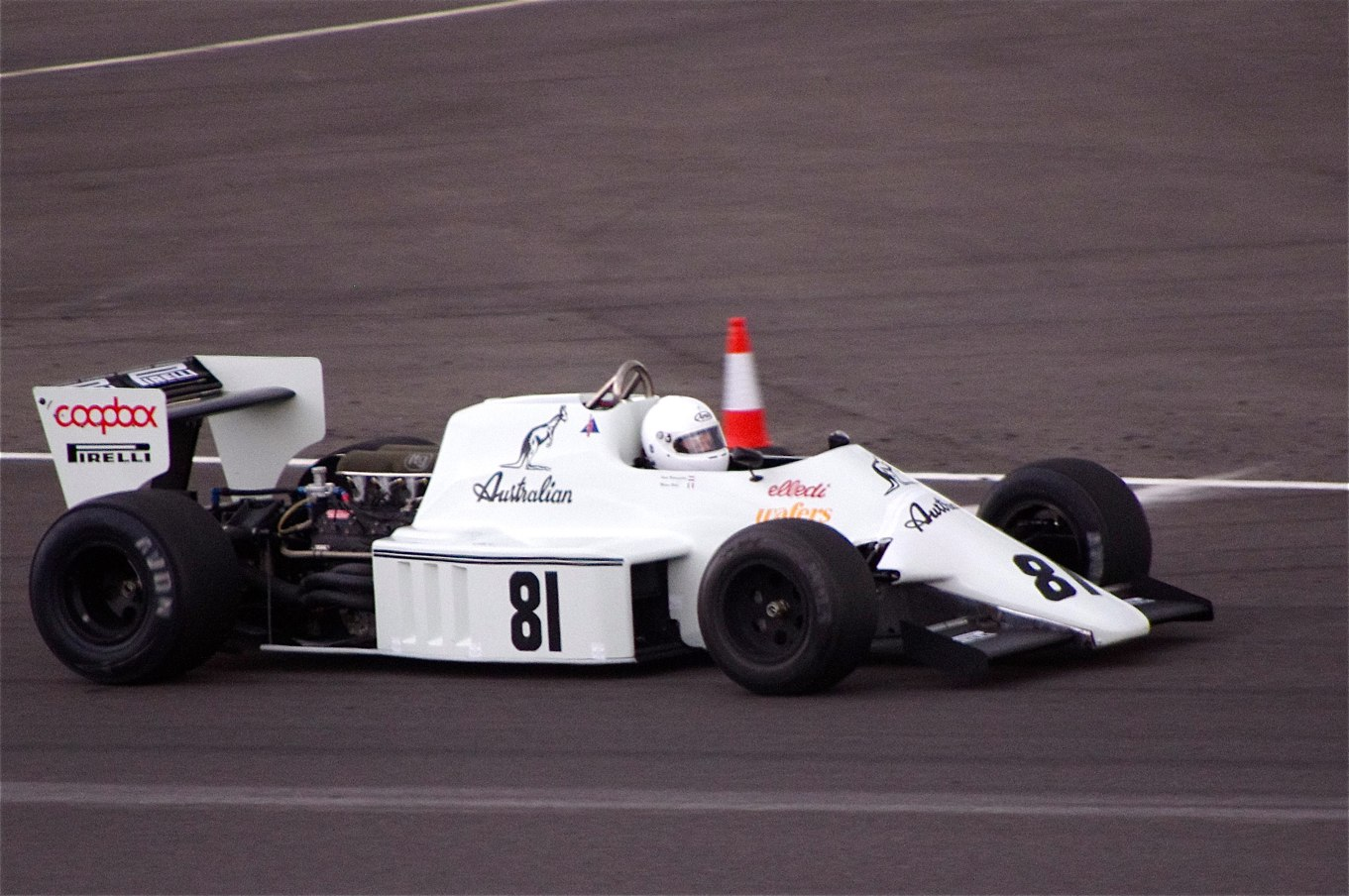
Spirit101D(1985年。2011年撮影、85年当時のハートエンジンではなくフォードV8エンジンを搭載)

資金がひどく不足していたにもかかわらず、チームはモデファイを加えた101Dシャシーと相変わらずのハート・ターボエンジンにバルディを乗せて、1985年シーズンを戦い始めた。しかし開幕後の3レースがすべてリタイアに終わり、そこで資金が底をついたためチームは活動を中止した。

### F3000
1988年の国際F3000選手権にウィッカムはスピリットを復活させ、レイナード・シャシーにコスワース・DFVエンジンを載せて参戦。パオロ・バリッラやベルトラン・ガショーを起用し、ガショーはランキング5位となった。しかし同年の年末にウィッカムはフットワーク・フォーミュラの国際F3000参戦計画へと合流しチームを去った。
スピリットは参戦カテゴリーを1989年から開始されたイギリスF3000選手権へと移し、1カー体制で参戦した。ローランド・ラッツェンバーガーがこれをドライブした。同シーズン終了後、チームは閉鎖された。

## F2における全成績
(key)（太字はポールポジション、斜体はファステストラップ）
| 1982年 | スピリット・201 | ホンダ V6 | B |                        | SIL | HOC | THR | NUR | MUG | VLL | PAU | SPA | HOC | DON | MAN | PER | MIS |         |     |
| 1982年 | スピリット・201 | ホンダ V6 | B | ティエリー・ブーツェン | 12  | 2   | 3   | 1   | 4   | 6   | 2   | 1   | Ret | 9   | 4   | 1   | 6   | 50 (51) | 3位 |
| 1982年 | スピリット・201 | ホンダ V6 | B | ステファン・ヨハンソン | Ret | Ret | 14  | 6   | 3   | 4   | 7   | Ret | 4   | 11  | Ret | 11  | 7   | 11      | 8位 |

## F1における全成績
(key) （太字はポールポジション、斜体はファステストラップ）
| 年     | シャシー                          | エンジン                           | タイヤ | ドライバー               | 1   | 2   | 3   | 4   | 5   | 6   | 7   | 8   | 9   | 10  | 11  | 12  | 13  | 14  | 15  | 16  | ポイント | 順位 |
| ------ | --------------------------------- | ---------------------------------- | ------ | ------------------------ | --- | --- | --- | --- | --- | --- | --- | --- | --- | --- | --- | --- | --- | --- | --- | --- | -------- | ---- |
| 1983年 | スピリット・201 スピリット・201C  | ホンダ V6 (t/c)                    | G      |                          | BRA | USW | FRA | SMR | MON | BEL | DET | CAN | GBR | GER | AUT | NED | ITA | EUR | RSA |     | 0        | -    |
| 1983年 | スピリット・201 スピリット・201C  | ホンダ V6 (t/c)                    | G      | ステファン・ヨハンソン   |     |     |     |     |     |     |     |     | Ret | Ret | 12  | 7   | Ret | 14  |     |     | 0        | -    |
| 1984年 | スピリット・101B スピリット・101C | ハート 4 in-line (t/c) フォード V8 | P      |                          | BRA | RSA | BEL | SMR | FRA | MON | CAN | DET | DAL | GBR | GER | AUT | NED | ITA | EUR | POR | 0        | -    |
| 1984年 | スピリット・101B スピリット・101C | ハート 4 in-line (t/c) フォード V8 | P      | マウロ・バルディ         | Ret | 8   | Ret | 8   | Ret | DNQ |     |     |     |     |     |     |     |     | 8   | 15  | 0        | -    |
| 1984年 | スピリット・101B スピリット・101C | ハート 4 in-line (t/c) フォード V8 | P      | ヒューブ・ロテンガッター |     |     |     |     |     |     | Ret | DNQ | Ret | Ret | 9   | Ret | Ret | 8   |     |     | 0        | -    |
| 1985年 | スピリット・101D                  | ハート 4 in-line (t/c)             | P      |                          | BRA | POR | SMR | MON | CAN | DET | FRA | GBR | GER | AUT | NED | ITA | BEL | EUR | RSA | AUS | 0        | -    |
| 1985年 | スピリット・101D                  | ハート 4 in-line (t/c)             | P      | マウロ・バルディ         | Ret | Ret | Ret |     |     |     |     |     |     |     |     |     |     |     |     |     | 0        | -    |

## 参照
1. ↑  ホンダレーシングギャラリー スピリット・ホンダ201C ホンダ公式ウェブサイト
2. ↑  中村良夫のグランプリ老兵見参 第十一回 ティエリー・ブーツェン GPX 1989スペイン 18-19頁 山海堂 1989年10月21日発行
3. ↑  走る人生 届かなかった世界 一志治夫 GPX 1991スペイン号 12-13頁 山海堂 1991年10月19日発行
4. ↑  1983鈴鹿ゴールデントロフィー自動車レース F2 JAFモータースポーツ
5. 1 2 3 4  名車列伝 スピリット201C F1速報
6. ↑   ホンダ伝説から現実へ  F1グランプリ特集 5月号 100-102頁 ソニー・マガジンズ 1998年5月16日発行
7. ↑  パートナーとしてのホンダとは ジョン・ウィッカム（1992フットワークF1チーム ディレクター） F1グランプリ特集8月号 ソニーマガジンズ 1992年8月16日発行
8. ↑  Ian Phillips Column オートスポーツNo.394 37頁 三栄書房 1984年5月1日発行
9. ↑  落ちこぼれたバラビオ。スピリットはバルディと契約：バルディの持参金はJ.パーマーやF.バラビオの額より低額であったが、すでにスーパーライセンス所持者であることが有利に働き契約した。　オートスポーツ No.394 37頁 三栄書房 1984年5月1日発行